# Beslen
Beslen (Bulgaars: Беслен) is een dorp in het zuidwesten van Bulgarije. Het dorp is gelegen in de gemeente Chadzjidimovo, oblast Blagoëvgrad.

## Bevolking
Volgens het Nationaal Statistisch Instituut van Bulgarije telde het dorp Beslen 650 inwoners, een aantal dat sinds de val van het communisme langzaam maar geleidelijk afneemt.
|  |

Het dorp wordt volgens de volkstelling van 2011 nagenoeg uitsluitend bevolkt door etnische Bulgaren. In tegenstelling tot de meeste etnische Bulgaren zijn de inwoners in Beslen islamitisch en niet orthodox. Moslimbulgaren worden ook wel Pomaken genoemd in de volksmond.
| Etnische samenstelling van de respondenten (2011) | Etnische samenstelling van de respondenten (2011) | Etnische samenstelling van de respondenten (2011) | Etnische samenstelling van de respondenten (2011) | Etnische samenstelling van de respondenten (2011) |
| ------------------------------------------------- | ------------------------------------------------- | ------------------------------------------------- | ------------------------------------------------- | ------------------------------------------------- |
|                                                   |                                                   |                                                   |                                                   |                                                   |
| Bulgaren                                          | Bulgaren                                          |                                                   | 99,7%                                             | 99,7%                                             |
| Turken                                            | Turken                                            |                                                   | 0,0%                                              | 0,0%                                              |
| Roma                                              | Roma                                              |                                                   | 0,0%                                              | 0,0%                                              |
| Anders/Onbekend                                   | Anders/Onbekend                                   |                                                   | 0,3%                                              | 0,3%                                              |